# Pont de Bouringe
Le pont de Bouringe ou Le Vieux Pont est un pont piéton et routier sur l'Hermance situé à la frontière franco-suisse entre le canton de Genève et le département de la Haute-Savoie.

## Localisation
Le Pont de Bouringe est situé dans le bourg d'Hermance. Au cours des ans il s'est aussi appelé Le Vieux Pont, Le pont de béringe, Le pont des Bois ou encore Le pont de Greysier.

## Histoire
Ce pont en pierre est construit en 1799. Deux bornes de 1816, portant respectivement un « S » pour Savoie et un « G » pour Genève, marque le rôle frontière de l'Hermance.
Le site du vallon de l'Hermance est protégé depuis 1979 à partir du pont de Crévy jusqu'au village d'Hermance. Ce même site est répertorié comme site d’importance nationale pour la biodiversité par le WWF et l'organisation Bird Life International.

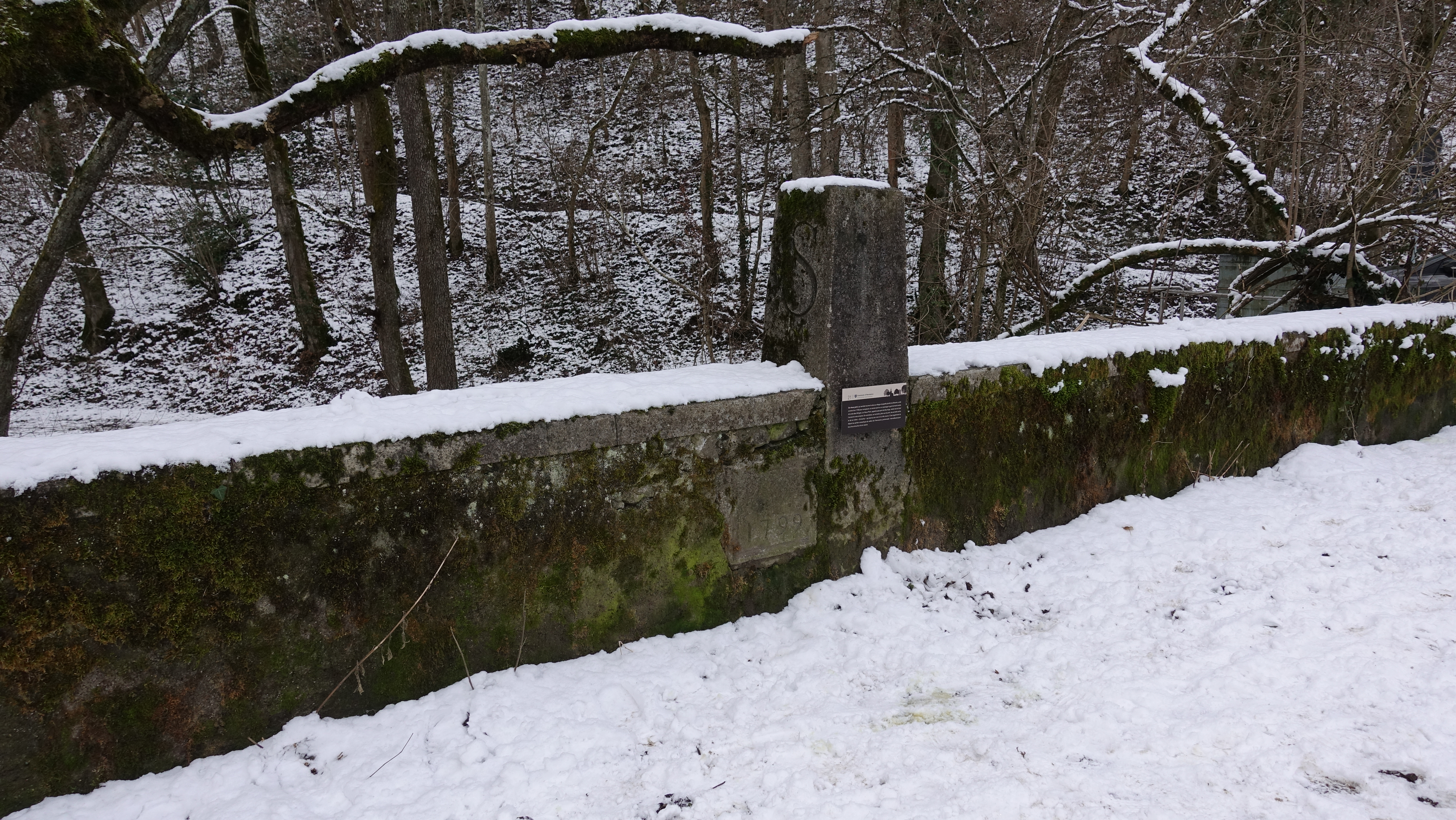
Un « S » pour Savoie.
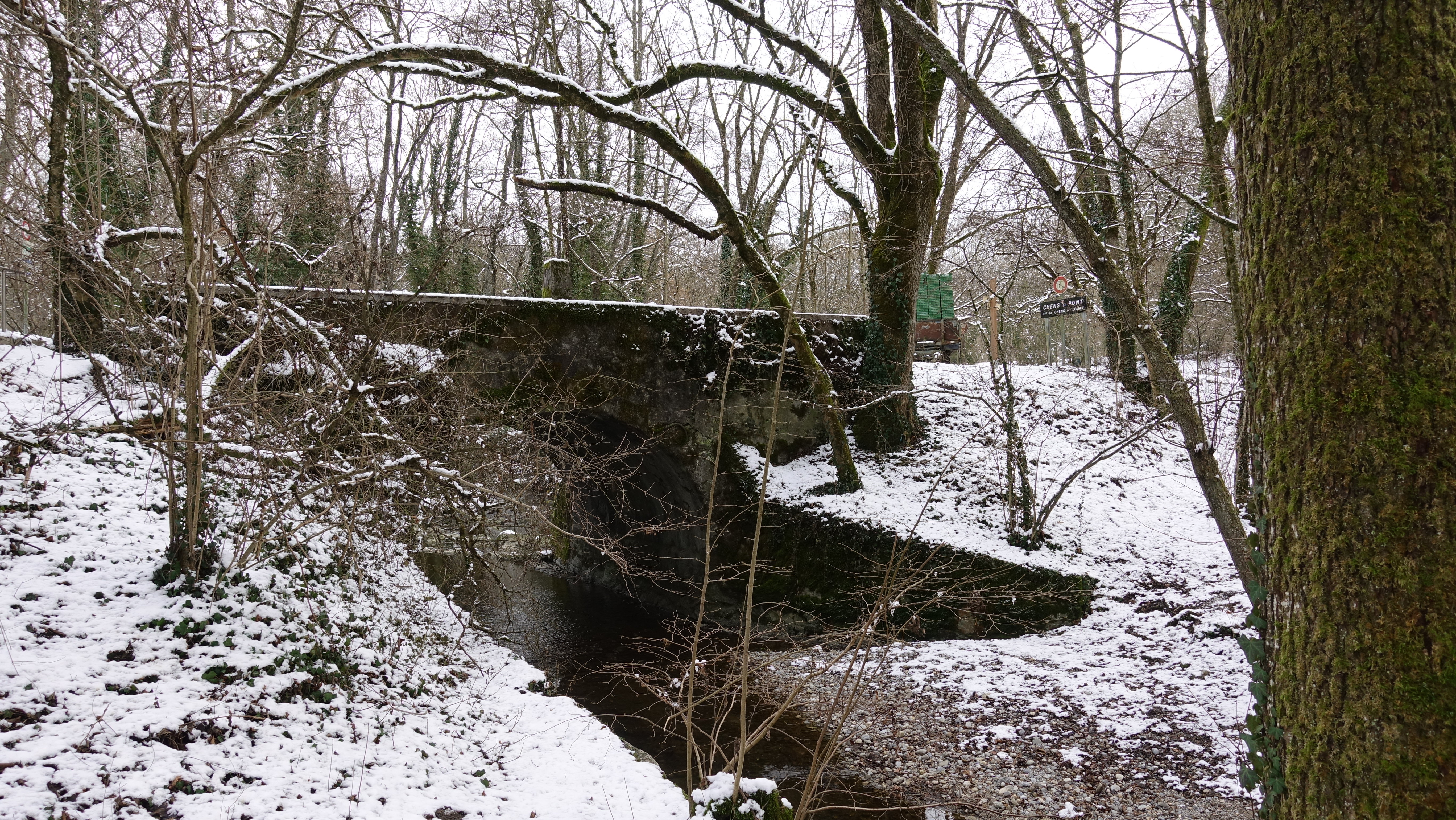
Un « G » pour Genève.